# Germain Boffrand
Germain Boffrand (ur. 16 maja 1667 w Nantes, zm. 19 marca 1754 w Paryżu) – francuski architekt i dekorator wnętrz epoki baroku; w młodości rzeźbiarz. Upowszechniał dekoracje w stylu rokoko z użyciem rocaille.

## Życiorys
Syn i wnuk rzeźbiarzy i architektów. Jako rzeźbiarz inspirował się François Girardonem. Od 1667 był uczniem Jules’a Hardouina-Mansarta, od 1686 zaś wchodził w skład jego pracowni, biorąc brał udział w budowie fasad placu Vendôme w Paryżu oraz oranżerii w Wersalu. W 1690 został architektem królewskim, a od 1709 był  członkiem Académie royale d'architecture. Po 1711 w służbie Leopolda I Józefa. W 1732 został generalnym inspektorem mostów i dróg. W pracy pt. Livre d'architecture z 1745 promował propagowany przez Akademię styl Ludwika XIV zalecając jednocześnie inspirowanie się architekturą gotycką i Orientu. Współpracował z Nicolasem Sébastienem Adamem i Charles’em-Josephem Natoire’em.

## Wybrane dzieła[2]
- pałac Amelot de Gournay w Paryżu
- salony w pałacu Rohan w Strasburgu
- hôtel Boffrand, no 24 place Vendôme w Paryżu
- pałac Le Brun w Paryżu
- dekoracje wewnętrzne w Hôtel de Soubise w Paryżu (1735-1740[1])
- pierwotny projekt Place de la Concorde w Paryżu
- pałac Argenson
- zamek w Saint-Ouen
- odbudowa pałacu w Lunéville (1709-1719[1])
- przebudowa Château de La Malgrange (przekształcił go później Emmanuel Héré)
- pałac de Craon, Nancy
- projekt Place de la Carrière w Nancy
- most w Sens
- most w Montereau
- projekt pałacu biskupiego w Würzburgu (razem z Balthasarem Neumannem)